# John Ziegler (Sportfunktionär)
John Augustus Ziegler junior  (* 9. Februar 1934 in Grosse Pointe, Michigan; † 25. Oktober 2018) war ein US-amerikanischer Sportfunktionär. Er war von 1977 bis 1992 der vierte Präsident der National Hockey League.

## Karriere
Ziegler stammt aus einem Vorort von Detroit und studierte Rechtswissenschaften an der University of Michigan. Nach einigen Jahren in einer Anwaltskanzlei gründete er 1970 eine eigene Firma. Schon 1959 arbeitete er für den Besitzer der Detroit Red Wings, Bruce Norris und das Detroit Olympia. Für die NHL arbeitete er ab 1966. Man wählte ihn 1976 zum Vorsitzenden des NHL Board of Governors.
Ab 1977 übernahm er von Clarence Campbell die Präsidentschaft der NHL. Zu dieser Zeit stellte die World Hockey Association noch eine große Konkurrenz für die NHL da. Ziegler gelang es sich mit der WHA auf eine Übernahme zu einigen. Dadurch spielten ab der Saison 1979/80 mit den Edmonton Oilers, Hartford Whalers, Québec Nordiques und Winnipeg Jets vier ehemalige WHA-Teams in der NHL. Es gelang ihm während seiner Amtszeit den Stellenwert des Eishockeys in Nordamerika zu stärken, was sich sowohl in steigenden Zuschauerzahlen, vor allem aber auch in einer deutlich besseren Medienpräsenz zeigte.
Ziegler irrte jedoch, als er Mitte der 80er Jahre äußerte, dass niemals russische Spieler in der NHL spielen würden und Spieler aus der NHL nie an Olympischen Spielen teilnehmen würden.
Er unterhielt ein sehr gutes Verhältnis zur Spielergewerkschaft NHLPA. Dadurch gelang es ihm auch einen Streik zum Ende der Saison 1991/92 zu beenden. Viele Besitzer von NHL-Teams waren jedoch mit den Verhandlungsergebnissen nicht zufrieden und drängten Ziegler zum Rücktritt nach Saisonende.
1987 wurde er mit der Aufnahme in die Hockey Hall of Fame geehrt. Bereits 1984 erhielt er die Lester Patrick Trophy.